# Cruzeiro (1942–1967)
O Cruzeiro, também conhecido como cruzeiro "antigo", foi a primeira moeda a utilizar os centavos no Brasil, sendo que esta moeda foi emitida em substituição ao padrão Mil-Réis, em vigor durante o período colonial, a monarquia e também durante as primeiras décadas do período republicano.
Diferente do Cruzeiro, que se fraciona em centavos, o Real Brasileiro (plural Réis, não confundir com a moeda adotada em 1994) não era fracionável. "Um real" (moeda antiga pré-1942) na realidade era equivalente a "um centavo", 100 réis é que seria equivalente a 1 real (a moeda atual, lembrando que esta comparação não é no sentido de conversão de moeda). O réis funcionava de maneira similar ao iene, moeda moderna que não é fracionária. "Mil-réis" seria o equivalente hoje de forma genérica a "dez reais". O Cruzeiro substituiu o Real na razão de que "Um cruzeiro" (1 Cr$) equivaleria a "Mil-réis" (1$000), com "um centavo de cruzeiro" (0,01 Cr$) equivalendo a 10 réis.

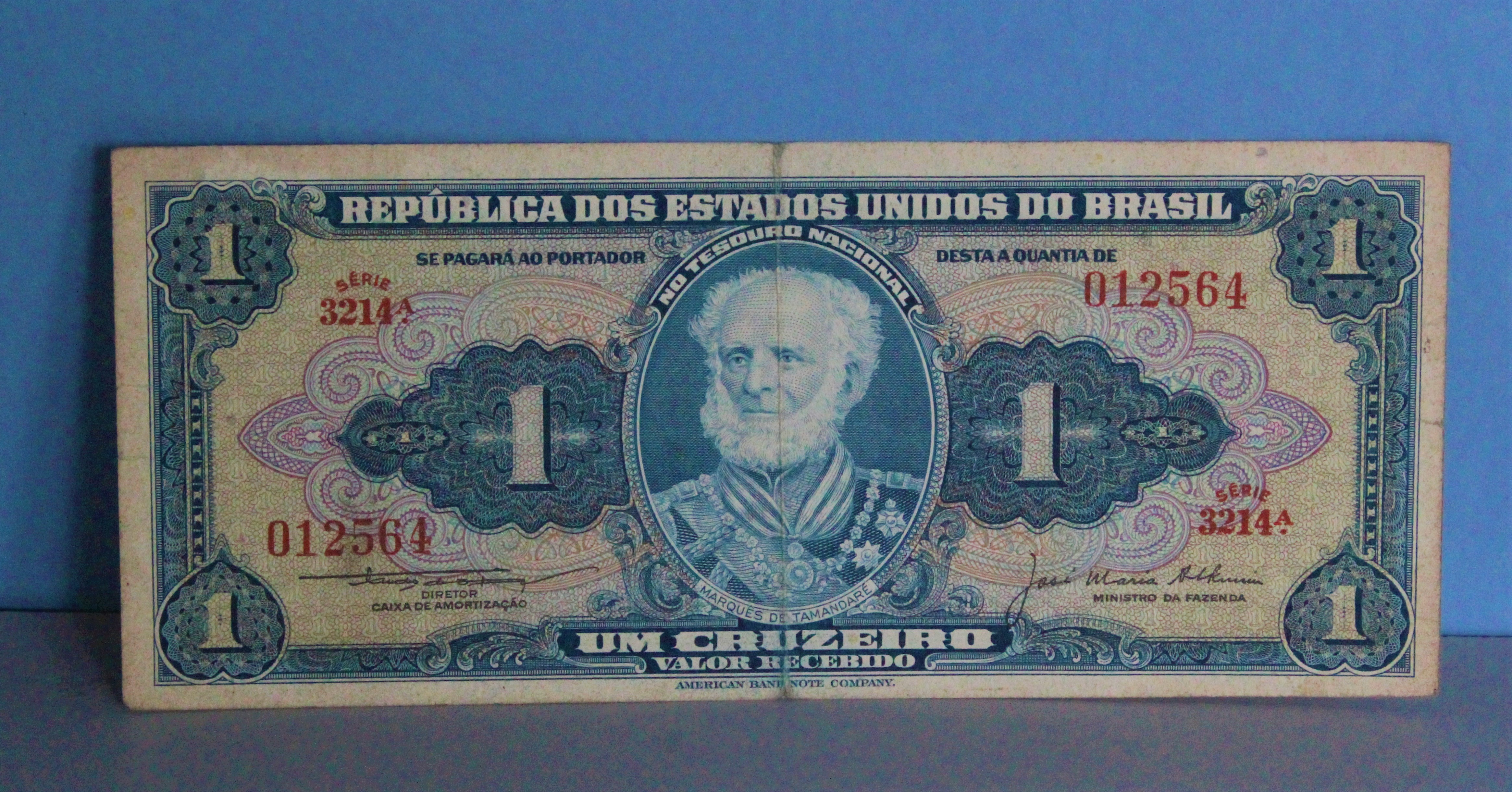
A estampa da cédula de um Cruzeiro, de 1942, com a efígie do Almirante Tamandaré em clássico medalhão oval numismático.

Esta moeda vigorou durante o período compreendido entre 1 de novembro de 1942 a 12 de fevereiro de 1967, quando por conta da alta da inflação ocorrida em especial nos anos 50 e 60, houve a necessidade de readequar a moeda para haver uma contabilidade mais adequada das somas, que estavam cada vez mais vultosas por conta do descontrole monetário.
Por conta deste fato, foi criada a moeda transitória Cruzeiro Novo, que tinha o valor de 1 000 Cruzeiros "antigos" e se destinava a circulação até que as novas cédulas, lançadas em 1970 e emitidas pela Casa da Moeda do Brasil, entrassem em circulação.

## Origem do nome
Uma das primeiras sugestões de Cruzeiro para nome de moeda no Brasil foi feita pelo economista Carlos Inglês de Sousa em novembro de 1926 no seu livro Restauração da Moeda no Brasil, onde retomava sua preconização para a melhoria da moeda (já exposta em 1924 no seu outro livro A Anarquia Monetária e suas Conseqüências) e onde propunha se substituir a unidade mil-réis pela de Cruzeiro, se este for o nome escolhido (...).
Contudo, o nome Cruzeiro já havia sido proposto por Américo Lobo Leite Pereira, conforme consta nos Anais do Senado Federal do Brasil, no dia 21 de Setembro de 1891, em substituição ao Real, nomenclatura considerada por alguns, à época, uma herança portuguesa indesejada.

## Projetos
Antes da adoção efetiva da moeda, havia o projeto de tornar conversível o Mil-Réis.
No entanto, estes projetos esbarravam no fato de circularem várias emissões diferentes no mercado, emitidas pelo Banco do Brasil e pelo Tesouro Nacional e pela Caixa de Conversão, tornando difícil que se organizasse tudo em um único padrão, em especial pela ocorrência de ágio entre as cédulas conversíveis e as não conversíveis em ouro.
Com o interesse de se organizar melhor as emissões de papel-moeda, houve o projeto de se criar o Cruzeiro de Ouro, que teria a sua cotação estabelecida no valor fixado de 10 000 réis "inconversíveis", sendo tal projeto iniciado quando da implantação da Caixa de Estabilização em 1926.
No entanto, por conta do Crash de 1929 e da Revolução de 1930 esse projeto foi abandonado e somente em 1942 foi lançado o Cruzeiro como substituto do mil-réis, com a diferença de que o Cruzeiro, emitido em situação de guerra, não era conversível e era equiparado a moeda antiga na razão de um cruzeiro por mil-réis.

## Cédulas
| Anverso         | Reverso         | Valor                              | Descrição | Período de Produção |
| --------------- | --------------- | ---------------------------------- | --- | ------------------- |
|                 |                 | 1 Cruzeiro                         | Frente: Efígie do almirante Tamandaré. Verso: Escola Naval. Dimensões:157 x 67 mm.                                        | 1942-1958           |
|                 |                 | 2 Cruzeiros                        | Frente: Efígie de Luis Alves de Lima e Silva. Verso: Escola Militar de Rezende. Dimensões: 157 x 67 mm.                   | 1942-1958           |
|                 |                 | 5 Cruzeiros                        | Frente: Efígie do Barão do Rio Branco. Verso: Conquista do Amazonas Dimensões:157 x 67 mm.                                | 1942-1964           |
|                 |                 | 5 Cruzeiros "cédula do índio"      | Frente: Efígie de um índio e uma jangada. Verso: Vitória régia Dimensões: 156 x 67 mm.                                    | 1961-1962           |
|                 |                 | 10 Cruzeiros                       | Frente: Efígie de Getúlio Vargas. Verso: Unidade nacional de Cadmo Fausto de Sousa Dimensões: 157 x 67 mm.                | 1942-1967           |
|                 |                 | 20 cruzeiros                       | Frente":Efígie de Deodoro da Fonseca Verso:Proclamação da república de Cadmo Fausto de Sousa Dimensões:158 x 68 mm        | 1942-1962           |
|                 |                 | 50 Cruzeiros (1942-1967)           | Frente":Efígie da Princesa Isabel Verso:Lei Áurea de Cadmo Fausto de Sousa Dimensões:158 x 68 mm                          | 1942-1967           |
|                 |                 | 100 Cruzeiros                      | Frente: Efígie de D. Pedro II. Verso: Cultura nacional Dimensões:157 x 67 mm                                              | 1942-1967           |
|                 |                 | 200 Cruzeiros                      | Frente: Efígie de D. Pedro I. Verso: Independência ou morte Dimensões:157 x 67 mm                                         | 1942-1965           |
| Ligação=Special | Ligação=Spacial | 500 cruzeiros                      | Frente:Efígie de Dom João VI Verso: Abertura dos portos de Cadmo Fausto de Sousa Dimensões: 158 x 68 mm                   | 1942-1967           |
| Ligação=Special | Ligação=Special | 1000 cruzeiros Cabral ou abobrinha | Frente:Efígie de Pedro Álvares Cabral Verso: Descobrimento do Brasil Dimensões: 156 x 66 mm                               | 1942-1967           |
| Ligação=Special | Ligação=Special | 5000 Cruzeiros                     | Frente:Efígie de Tiradentes Verso: Tela Tiradentes ante o carrasco Dimensões: 157 x 67 mm                                 | 1963-1967           |
|                 |                 | 10000 Cruzeiros                    | Frente: Efígie de Santos Dumont e estampa do então recém-criado Banco Central Verso: Vôo do 14-bis Dimensões: 164 x 72 mm | 1966-1967           |

Inicialmente, o projeto de emissão se limitava aos valores de 10, 20, 50, 100, 200, 500 e 1 000 cruzeiros, sendo que as notas de 1, 2 e 5 cruzeiros só foram introduzidas por conta da situação de guerra, uma vez que havia falta de condições para a emissão de moedas metálicas.
Além disso, foram emitidas cédulas do tesouro nacional nos valores de 5, 10, 20, 50, 100, 200 e 500 mil-réis com o carimbo de uma rosácea no qual se constava os valores respectivos de 5, 10, 20, 50, 100, 200 e 500 cruzeiros.
Também devido ao esforço de guerra, antigas notas de 1 mil-réis emitidas pelo Banco do Brasil, em 1923, que estavam em depósito foram reaproveitadas e colocadas em circulação em 1944 com o valor de 1 cruzeiro. Ao contrário das cédulas de mil-reis emitidas pelo Tesouro Nacional, estas não tiveram nenhum tipo de carimbo ou marcação na nova unidade.
A primeira estampa das cédulas foi encomendada a American Bank Note Company, enquanto que a segunda, com pequenas modificações e sem o valor de 1 cruzeiro, foi encomendada a Thomas de La Rue & Company Limited e emitida a partir de 1949.
Depois de um hiato de quase 40 anos na emissão de cédulas por parte da Casa da Moeda do Brasil, houve a primeira experiência, em 1961, sob este padrão, que emitiu a terceira estampa da nota de 5 cruzeiros, que passou a ser conhecida como a Nota do Índio. 

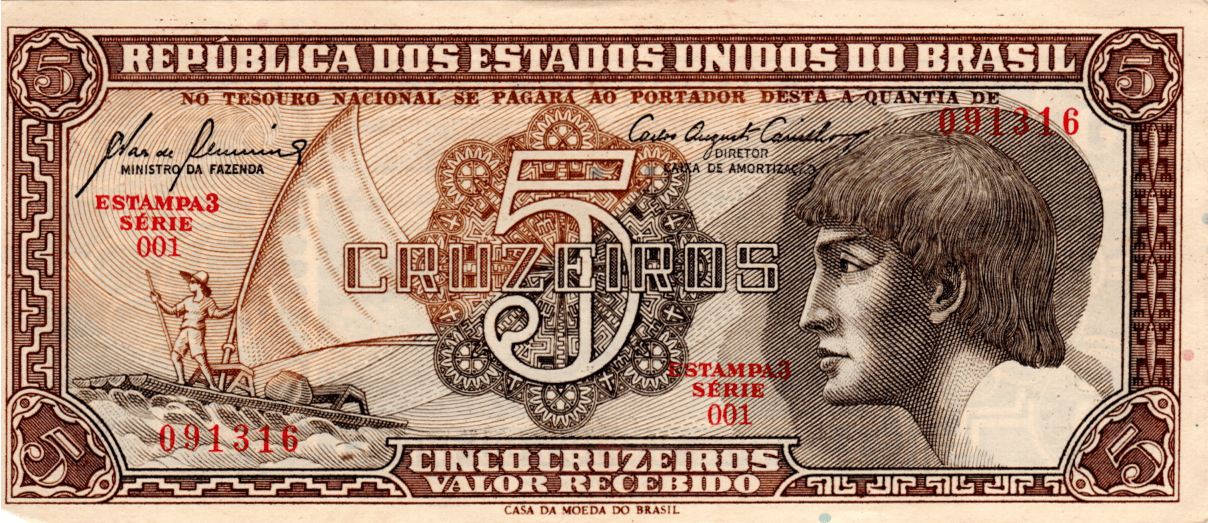
Anverso da nota de cinco cruzeiros, a "nota do índio". Cédula que marcou o início da impressão centralizada a cargo da Casa da Moeda do Brasil a partir de 1961.

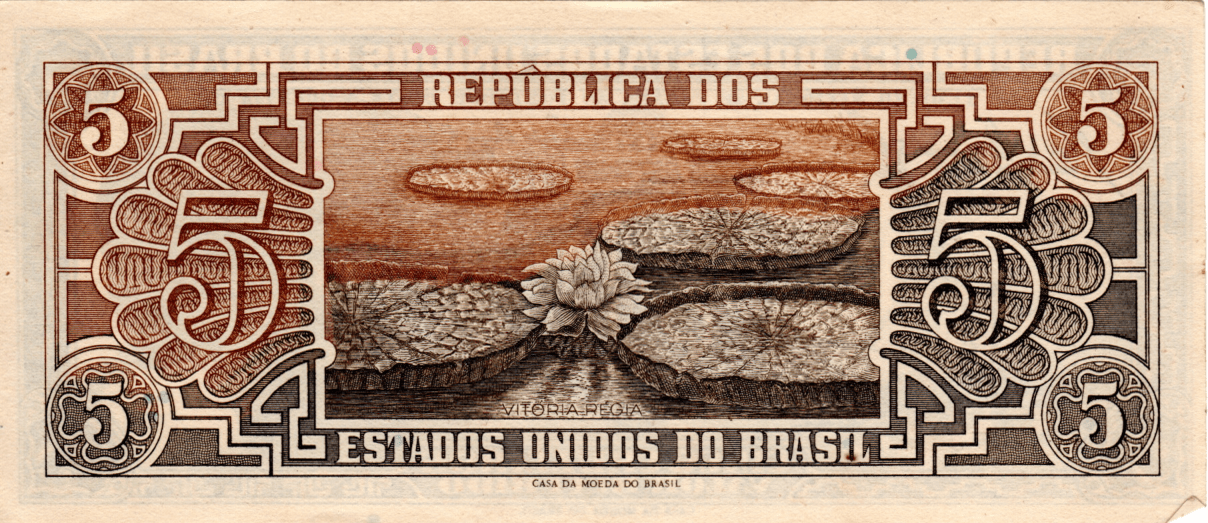
Reverso da nota de cinco cruzeiros

Por conta da inflação, a nota de 5 000 cruzeiros foi lançada em 1963 e a de 10 000 cruzeiros em 1966, sendo mantido o esquema das cédulas anteriores, ficando a primeira estampa a cargo da American Bank Note Company e a segunda estampa a cargo da Thomas de La Rue.
As últimas cédulas deste padrão serviram de objeto ao padrão transitório chamado Cruzeiro Novo, que era equivalente a 1 000 cruzeiros ou a 1:000$000 (um conto de réis), sendo emitidas cédulas carimbadas com os valores de 1, 5 e 10 centavos (10, 50 e 100 cruzeiros - 2ª estampa), 50 centavos (500 cruzeiros - 1ª estampa), 1, 5 e 10 cruzeiros novos (1 000, 5 000 e 10 000 cruzeiros - 1ª estampa).
Ainda em 1967, foram lançadas as notas da 2ª estampa de 10 000 cruzeiros, todas com o carimbo aposto do novo padrão.
Todas as cédulas pertencentes a este padrão perderam o seu valor legal entre 1972 e 1975.

## Moedas
As moedas foram emitidas inicialmente nos valores de 10, 20 e 50 centavos, bem como nos valores de 1, 2 e 5 cruzeiros.
Inicialmente, as moedas de 10, 20 e 50 centavos tiveram a imagem de Getúlio Vargas, então presidente do Brasil no anverso enquanto que as moedas de 1, 2 e 5 cruzeiros tinham uma imagem baseada no mapa geográfico do Brasil.
A moeda de 5 cruzeiros foi emitida apenas em 1942 e 1943, sendo por isso relativamente escassa entre as moedas de tal padrão monetário. Em 1947 e 1948, a imagem de Getúlio nas moedas de 10, 20 e 50 centavos foi substituída pelas imagens respectivamente de José Bonifácio de Andrada e Silva, de Ruy Barbosa e de Eurico Gaspar Dutra respectivamente.
A despeito do uso do bronze-aluminio e do niquel-rosa em tais moedas, elas não sofreriam novas alterações até 1956, quando entraria em circulação a segunda série de moedas, que trazia as armas nacionais no reverso, inicialmente aproveitando para cunhagem peças inicialmente destinadas a cunhagem de moedas de 10, 20 e 50 centavos para moedas para aproveitamento nos valores de 50 centavos, 1 e 2 cruzeiros respectivamente, enquanto que os valores 10 e 20 centavos passaram diretamente para a emissão em alumínio. Com o fim das antigas peças em bronze-alumínio, passou a se utilizar diretamente o alumínio para a cunhagem das novas peças, que se seguiu até 1961, quando se cessou a cunhagem de moedas por parte da Casa da Moeda do Brasil.
As moedas de centavo perderam o valor no ano de 1964 e no ano seguinte foram lançadas as moedas de 10, 20 e 50 cruzeiros, que foram as primeiras a serem emitidas pelo Banco Central do Brasil e que acabaram por perder o seu valor 1 ano após a adoção do padrão Cruzeiro Novo.